# Indogarypinus minutus
Indogarypinus minutus är en spindeldjursart som beskrevs av E.N. Murthy och Taracad Narayanan Ananthakrishnan 1977. Indogarypinus minutus ingår i släktet Indogarypinus och familjen Garypinidae. Inga underarter finns listade i Catalogue of Life.